# Göktürk 2
Göktürk 2 ist ein weitgehend in der Türkei entwickelter und gebauter türkischer Aufklärungssatellit.
Er wurde am 18. Dezember 2012 um 16:13 MEZ mit einer Langer Marsch 2D-Trägerrakete vom chinesischen Raketenstartplatz Jiuquan in eine sonnensynchrone Umlaufbahn gebracht.
Der eigentliche Vorgänger Göktürk 1 wurde erst im Dezember 2016 gestartet. Ein Vertrag von Telespazio und Thales Alenia Space einerseits mit dem türkischen Verteidigungsministerium andererseits zum Bau eines Aufklärungssatelliten mit einer Auflösung von unter einem Meter wurde im Dezember 2008 geschlossen. Dabei sollte Telespazio lokale türkische Unternehmen in die Entwicklung der Systeme des Satelliten sowie eines Bodensegments einbeziehen.
Der dreiachsenstabilisierte Satellit ist mit einer in Südkorea gebauten Multispektralkamera ausgerüstet und hat eine Auflösung von 2,5 m panchromatisch, 10 m multispektral und 20 m im nahen Infrarotbereich sowie eine Schwadbreite von 20 km. Die Speicherkapazität an Bord des Satelliten liegt bei 15 GByte. Die Solarzellenausleger stammen von der deutschen Firma SpaceTech aus Immenstaad. Göktürk 2 wurde im Auftrag des türkischen Verteidigungsministeriums gebaut und besitzt eine geplante Lebensdauer von fünf Jahren. Neben militärischen Aufgaben soll er auch zivilen Aufgaben wie zum Beispiel dem Umwelt- und Katastrophenschutz dienen.